# Saint-Bonnet-des-Quarts
Pour les articles homonymes, voir Saint-Bonnet (homonymie).
Saint-Bonnet-des-Quarts est une commune française située dans le département de la Loire en région Auvergne-Rhône-Alpes.

## Géographie
Saint-Bonnet-des-Quarts est une commune du Roannais située dans les monts de la Madeleine.
L'Arçon, affluent de la Loire, prend source sur la commune, à 2,3 km au nord du bourg et 1 km au sud-ouest du hameau de la Roche.

### Communes limitrophes
| Saint-Martin-d'Estréaux                 | Le Crozet               | Changy   |
| Saint-Pierre-Laval, Arfeuilles (Allier) | Saint-Bonnet-des-Quarts | Ambierle |
| Saint-Nicolas-des-Biefs (Allier)        | Saint-Rirand            |          |

### Climat
Pour des articles plus généraux, voir Climat d'Auvergne-Rhône-Alpes et Climat de la Loire.
En 2010, le climat de la commune est de type climat des marges montargnardes, selon une étude du Centre national de la recherche scientifique s'appuyant sur une série de données couvrant la période 1971-2000. En 2020, Météo-France publie une typologie des climats de la France métropolitaine dans laquelle la commune est exposée à un climat de montagne ou de marges de montagne et est dans la région climatique Centre et contreforts nord du Massif Central, caractérisée par un air sec en été et un bon ensoleillement.
Pour la période 1971-2000, la température annuelle moyenne est de 10,6 °C, avec une amplitude thermique annuelle de 16,6 °C. Le cumul annuel moyen de précipitations est de 987 mm, avec 11,9 jours de précipitations en janvier et 8,8 jours en juillet. Pour la période 1991-2020, la température moyenne annuelle observée sur la station météorologique de Météo-France la plus proche, « Arfeuilles », sur la commune d'Arfeuilles à 9 km à vol d'oiseau, est de 11,2 °C et le cumul annuel moyen de précipitations est de 951,6 mm,. Pour l'avenir, les paramètres climatiques de la commune estimés pour 2050 selon différents scénarios d'émission de gaz à effet de serre sont consultables sur un site dédié publié par Météo-France en novembre 2022.

## Urbanisme

### Typologie
Au 1er janvier 2024, Saint-Bonnet-des-Quarts est catégorisée commune rurale à habitat très dispersé, selon la nouvelle grille communale de densité à sept niveaux définie par l'Insee en 2022.
Elle est située hors unité urbaine. Par ailleurs la commune fait partie de l'aire d'attraction de Roanne, dont elle est une commune de la couronne,. Cette aire, qui regroupe 88 communes, est catégorisée dans les aires de 50 000 à moins de 200 000 habitants,.

### Occupation des sols
L'occupation des sols de la commune, telle qu'elle ressort de la base de données européenne d’occupation biophysique des sols Corine Land Cover (CLC), est marquée par l'importance des forêts et milieux semi-naturels (56,1 % en 2018), une proportion sensiblement équivalente à celle de 1990 (55,7 %). La répartition détaillée en 2018 est la suivante : 
forêts (54,2 %), prairies (42,5 %), milieux à végétation arbustive et/ou herbacée (1,9 %), zones agricoles hétérogènes (1,4 %). L'évolution de l’occupation des sols de la commune et de ses infrastructures peut être observée sur les différentes représentations cartographiques du territoire : la carte de Cassini (XVIIIe siècle), la carte d'état-major (1820-1866) et les cartes ou photos aériennes de l'IGN pour la période actuelle (1950 à aujourd'hui).

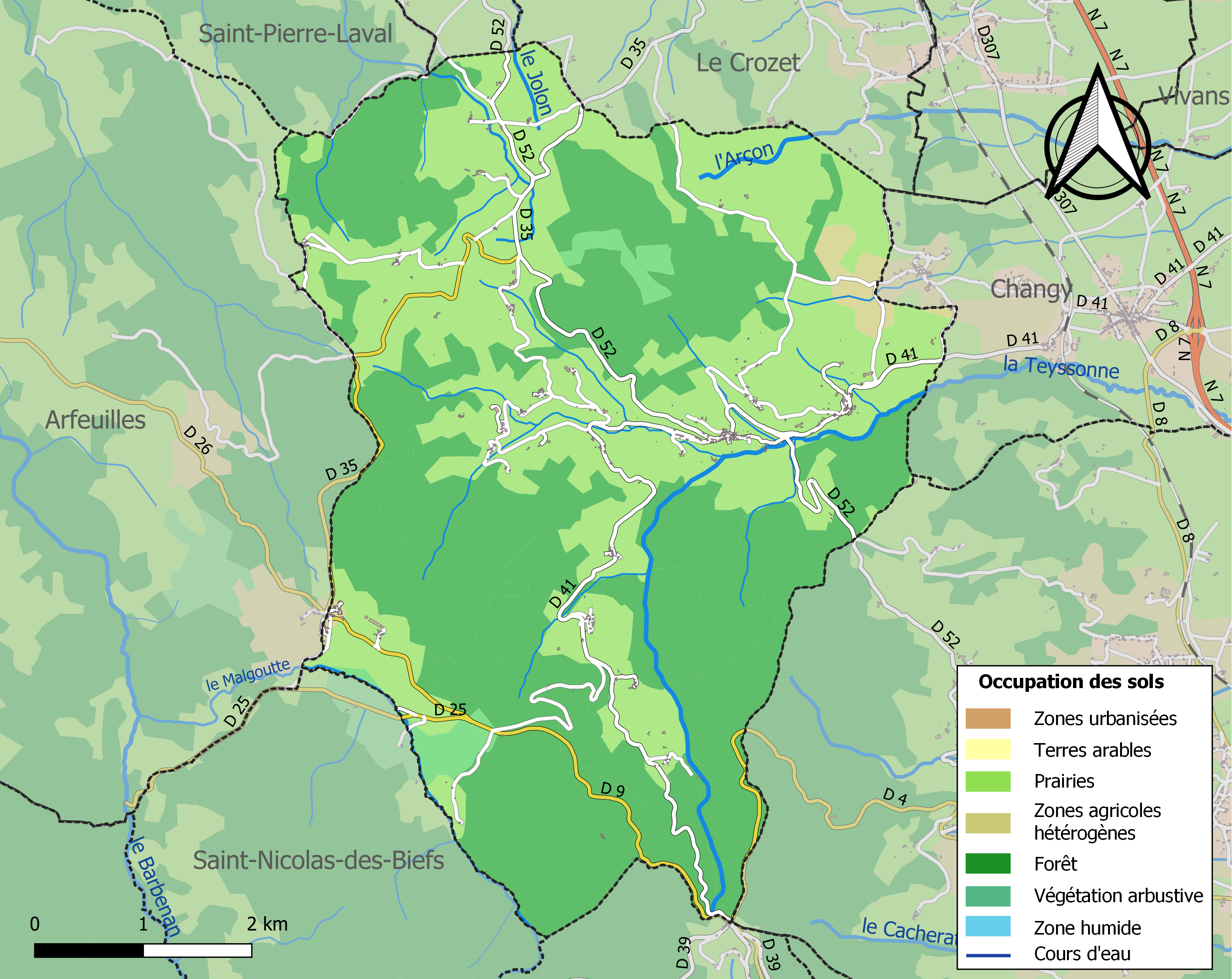
Carte des infrastructures et de l'occupation des sols de la commune en 2018 (CLC).

## Toponymie
En 1280 : Sanctus Bonitus de Carris. Viendrait du latin quadrum qui signifie « carré » désignant des coins écartés, des hameaux.
La paroisse de Saint-Bonnet-des-Quarts, au Moyen Âge, aurait donc été constituée par la réunion de hameaux existants.
Une origine plus ancienne viendrait du celte carris, le « car » étant un lieu fortifié celtique dont de nombreux vestiges d'enceinte de pierres sèches en témoignent.

## Histoire
Depuis le 1er janvier 2013, la communauté de communes du Pays de la Pacaudière dont faisait partie la commune s'est intégrée à la communauté d'agglomération Roannais Agglomération.

## Politique et administration
| Période                                  | Période   | Identité         | Étiquette | Qualité |
| ---------------------------------------- | --------- | ---------------- | --------- | ------- |
| Les données manquantes sont à compléter. |           |                  |           |         |
|                                          | mars 2001 | Noël Duverger    |           |         |
| mars 2001                                | mars 2014 | Colette Remy     |           |         |
| mars 2014                                | En cours  | Christian Dupuis |           |         |

## Démographie
L'évolution du nombre d'habitants est connue à travers les recensements de la population effectués dans la commune depuis 1793. Pour les communes de moins de 10 000 habitants, une enquête de recensement portant sur toute la population est réalisée tous les cinq ans, les populations de référence des années intermédiaires étant quant à elles estimées par interpolation ou extrapolation. Pour la commune, le premier recensement exhaustif entrant dans le cadre du nouveau dispositif a été réalisé en 2006.

En 2022, la commune comptait 338 habitants, en évolution de +4 % par rapport à 2016 (Loire : +1,32 %, France hors Mayotte : +2,11 %).
| 1793  | 1800  | 1806  | 1821  | 1831  | 1836  | 1841  | 1846  | 1851  |
| ----- | ----- | ----- | ----- | ----- | ----- | ----- | ----- | ----- |
| 1 500 | 1 158 | 1 294 | 1 285 | 1 056 | 1 007 | 1 099 | 1 214 | 1 306 |

| 1856  | 1861  | 1866  | 1872  | 1876  | 1881  | 1886  | 1891  | 1896  |
| ----- | ----- | ----- | ----- | ----- | ----- | ----- | ----- | ----- |
| 1 200 | 1 305 | 1 251 | 1 294 | 1 320 | 1 290 | 1 339 | 1 308 | 1 253 |

| 1901  | 1906  | 1911  | 1921 | 1926 | 1931 | 1936 | 1946 | 1954 |
| ----- | ----- | ----- | ---- | ---- | ---- | ---- | ---- | ---- |
| 1 155 | 1 123 | 1 032 | 905  | 851  | 716  | 707  | 645  | 570  |

| 1962 | 1968 | 1975 | 1982 | 1990 | 1999 | 2006 | 2011 | 2016 |
| ---- | ---- | ---- | ---- | ---- | ---- | ---- | ---- | ---- |
| 506  | 423  | 369  | 332  | 366  | 364  | 331  | 374  | 325  |

| 2021 | 2022 | - | - | - | - | - | - | - |
| ---- | ---- | - | - | - | - | - | - | - |
| 326  | 338  | - | - | - | - | - | - | - |

## Culture locale et patrimoine

### Lieux et monuments
- Église Saint-Bonnet de Saint-Bonnet-des-Quarts. L'ancien chœur roman, (y compris son décor peint) a été inscrit au titre des monuments historiques en 1991[19].
- Église Saint-Jacques des Biefs.

### Héraldique
| Blason de Saint-Bonnet-des-Quarts | Blason  | D'argent à trois fers à cheval de gueules.                                            |
| Blason de Saint-Bonnet-des-Quarts | Détails | Armes de la famille de Saint-Bonnet. Le statut officiel du blason reste à déterminer. |